# フォーミュラ・ルノー3.5

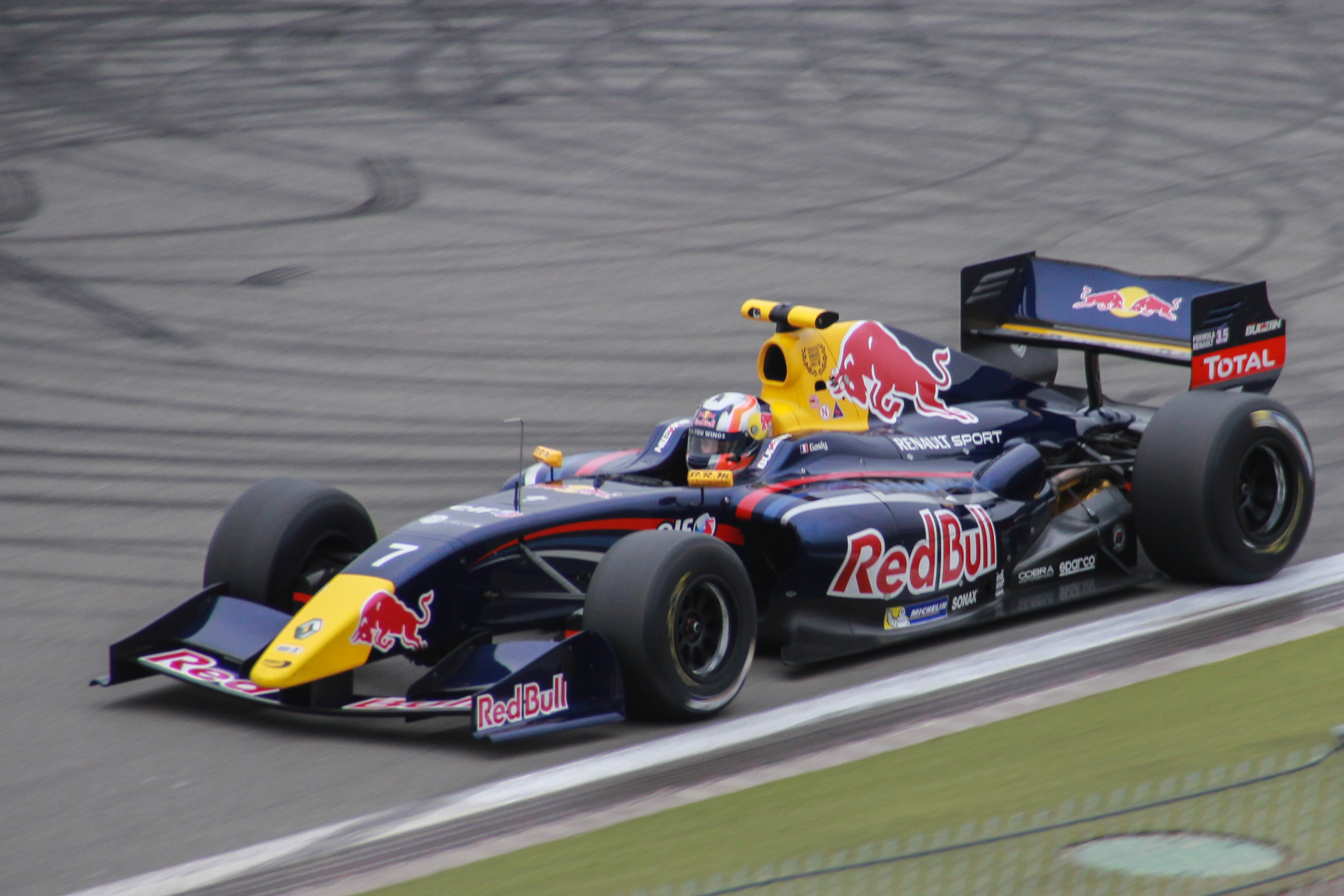
フォーミュラ・ルノー3.5の車体（ダラーラ・T12）

フォーミュラ・ルノー3.5（Formula Renault 3.5）とは、かつて開催されたヨーロッパの各国を転戦するフォーミュラカーレース選手権である。

## 概要
2005年にワールドシリーズ・バイ・ニッサンとフォーミュラ・ルノーV6・ユーロカップが合併して設立された選手権で、正式名称は“World Series Formula Renault 3.5”である。「ワールドシリーズ・バイ・ルノー」と呼称されることが多いが、正式には「ワールドシリーズ・バイ・ルノー」はこの選手権の通称であると同時に、サポートレースのユーロカップ・メガーヌ・トロフィー、ユーロカップ・フォーミュラ・ルノー（FIAでは「ワールドシリーズF／ルノーV6」に分類している）の両選手権を含めたイベント全体の名称である。
「フォーミュラ・ルノー」の名が用いられている他のシリーズとは異なり、このカテゴリはF3とF1の中間に位置付けられ、GP2等と同格とされる。使用される車体（シャシー）やエンジンなども他のフォーミュラ・ルノーで使用されるそれとは大きく異なる高性能なものが使用される。F3や他のミドルフォーミュラが成績によって自動的にスーパーライセンス発行の対象となるのに対し、従来本シリーズにはそのような規定が存在しなかったが、2007年より本シリーズのチャンピオンにも自動的にスーパーライセンスが発給されることになった。
このシリーズの出身でF1ドライバーとなった主な者は、初年度2005年のチャンピオンであるロバート・クビサ、2006年・2007年途中まで参戦したセバスチャン・ベッテル、2008年チャンピオンのギド・ヴァン・デル・ガルデ、2012年シリーズ2位のジュール・ビアンキ、2013年チャンピオンのケビン・マグヌッセン、2014年チャンピオンのカルロス・サインツJr.がいる。
しかし国際自動車連盟（FIA）が2015年にスーパーライセンス取得条件にポイント制を導入した際、明らかにマシンのスペックが劣る欧州F3よりも獲得ポイントが下とされ、フォーミュラのピラミッド構造を整理したいFIAの冷遇が明らかになった。さらに2015年シーズンをもってルノーのスポンサー契約が終了し、2016年からはハイメ・アルグエルスアリの父が代表を務めるRPM-MKTGが運営を引き継ぎ「フォーミュラV8 3.5」として再出発することになった。フランス西部自動車クラブ（ACO）と提携してヨーロッパ以外も転戦するシリーズになったが、出走台数の大幅な落ち込みから2017年をもって消滅、ワールド・シリーズ・バイ・ニッサンから数えて20年の歴史に幕を下ろした。

## 車体
前身であるワールドシリーズ・バイ・ニッサンで使用されていた各シャシーや他のフォーミュラ・ルノー選手権で使われているシャシーを参考にダラーラが新たに設計した、ダラーラ・T05が用いられ、日産自動車のフェアレディZ（350Z, Z33型）に搭載されているエンジンをベースとした排気量3.5LのVQ35を搭載する（ゆえに「Formula Renault 3.5」）。公称425馬力を出力するこのエンジンは、ダラーラと日産自動車が共同製作したギアボックス及びフォーミュラ・ルノーのセミオートマチックトランスミッションとつながれ、F1同様、シフトチェンジはステアリングの裏にあるパドルで行われ、クラッチペダルによるクラッチ操作は不要となっている。
2012年から、ザイテックが開発した530馬力を発生する3.4L V8エンジンを搭載した、ダラーラ・T12 を採用した。また新たにドラッグリダクションシステム（DRS）が搭載された。
この様にF1など、より上のカテゴリーへのステップアップを容易にするため、ギアシフトやペダル操作はF1カーのそれと統一され、他にもカーボンブレーキ、DRSの採用など、仕様はF1との共通性を多分に持たせたものとなっている。また参戦コストはGP2よりも安価であり、人気の原動力でもあった。

## 歴代チャンピオン
| 年     | チャンピオン                 |
| ------ | ---------------------------- |
| 2017年 | ピエトロ・フィッティパルディ |
| 2016年 | トム・ディルマン             |
| 2015年 | オリバー・ローランド         |
| 2014年 | カルロス・サインツJr.        |
| 2013年 | ケビン・マグヌッセン         |
| 2012年 | ロビン・フラインス           |
| 2011年 | ロバート・ウィケンズ         |
| 2010年 | ミカエル・アレシン           |
| 2009年 | ベルトラン・バゲット         |
| 2008年 | ギド・ヴァン・デル・ガルデ   |
| 2007年 | アルヴァロ・パレンテ         |
| 2006年 | アレックス・ダニエルソン     |
| 2005年 | ロバート・クビサ             |

チャンピオンドライバーには2015年までルノーF1チーム、2016年以降はLMP1のテストドライブの権利が与えられていた。

## 主なシリーズ参戦ドライバー
| ドライバー                 | 参戦年     | 主な成績                          | F1参戦歴                                                                                           |
| -------------------------- | ---------- | --------------------------------- | -------------------------------------------------------------------------------------------------- |
| ロバート・クビサ           | 2005       | 2005年チャンピオン                | 2006-2010, 2019, 2021（BMWザウバー、ルノー、ウィリアムズ、アルファロメオ）                         |
| セバスチャン・ベッテル     | 2006-2007  | 2006年15位、2007年5位             | 2007-2022（BMWザウバー、トロ・ロッソ、レッドブル、フェラーリ、アストンマーティン）                 |
| マルクス・ヴィンケルホック | 2005       | 2005年3位                         | 2007（スパイカー）                                                                                 |
| ハイメ・アルグエルスアリ   | 2009       | 2009年6位                         | 2009-2011（トロ・ロッソ）                                                                          |
| カルン・チャンドック       | 2005       | 2005年29位                        | 2010-2011（HRT、ロータス）                                                                         |
| パストール・マルドナド     | 2005-2006  | 2005年25位、2006年3位             | 2011-2015（ウィリアムズ、ロータス）                                                                |
| ジェローム・ダンブロシオ   | 2006       | 2006年36位                        | 2011-2012（ヴァージン、ロータス）                                                                  |
| ダニエル・リカルド         | 2009-2011  | 2009年34位、2010年2位、2011年5位  | 2011-2024（HRT、トロ・ロッソ、レッドブル、ルノー、マクラーレン、アルファタウリ、レーシングブルズ） |
| ジャン＝エリック・ベルニュ | 2010-2011  | 2010年8位、2011年2位              | 2012-2014（トロ・ロッソ）                                                                          |
| シャルル・ピック           | 2008-2009  | 2008年6位、2009年3位              | 2012-2013（マルシャ、ケータハム）                                                                  |
| ギド・ヴァン・デル・ガルデ | 2007-2008  | 2007年6位、2008年チャンピオン     | 2013（ケータハム）                                                                                 |
| ジュール・ビアンキ         | 2009, 2012 | 2009年NC、2012年2位               | 2013-2014（マルシャ）                                                                              |
| マックス・チルトン         | 2009       | 2009年40位                        | 2013-2014（マルシャ）                                                                              |
| ケビン・マグヌッセン       | 2012-2013  | 2012年7位、2013年チャンピオン     | 2014-2020, 2022-2024（マクラーレン、ルノー、ハース）                                               |
| ウィル・スティーブンス     | 2012-2014  | 2012年12位、2013年4位、2014年6位  | 2014-2015（ケータハム、マルシャ）                                                                  |
| カルロス・サインツJr.      | 2013-2014  | 2013年19位、2014年チャンピオン    | 2015-（トロ・ロッソ、ルノー、マクラーレン、フェラーリ、ウィリアムズ）                              |
| ロベルト・メリ             | 2014-2015  | 2014年3位、2015年14位             | 2015（マルシャ）                                                                                   |
| アレクサンダー・ロッシ     | 2010-2012  | 2010年NC、2011年3位、2012年11位   | 2015（マルシャ）                                                                                   |
| ストフェル・バンドーン     | 2013       | 2013年2位                         | 2016-2018（マクラーレン）                                                                          |
| エステバン・オコン         | 2014       | 2014年23位                        | 2016-2018, 2020-（マノー、フォース・インディア、レーシング・ポイント、ルノー、アルピーヌ、ハース） |
| ピエール・ガスリー         | 2014       | 2014年2位                         | 2017-（トロ・ロッソ、レッドブル、アルファタウリ、アルピーヌ）                                      |
| ブレンドン・ハートレイ     | 2009-2011  | 2009年15位、2010年10位、2011年7位 | 2017-2018（トロ・ロッソ）                                                                          |
| セルゲイ・シロトキン       | 2012-2014  | 2012年35位、2013年9位、2014年5位  | 2018（ウィリアムズ）                                                                               |
| ニコラス・ラティフィ       | 2014-2015  | 2014年20位、2015年11位            | 2020-2022（ウィリアムズ）                                                                          |
| ニック・デ・フリース       | 2015       | 2015年3位                         | 2022-2023（ウィリアムズ、アルファタウリ）                                                          |

## フォーミュラ・ルノーV6・ユーロカップ
フォーミュラ・ルノーV6・ユーロカップ（Formula Renault V6 Eurocup）とは、2003年に創設されたフォーミュラ・ルノー選手権。2003年、2004年の2年開催したのみでワールドシリーズ・バイ・ニッサンと統合され、2005年から「フォーミュラ・ルノー3.5」となった。

### 車体
イタリアのタトゥース（Tatuus）社製のシャシーを使用し、エンジンは、ルノー製の排気量3.5L V6エンジン、ルノーV4Y RSを搭載した（370馬力）。

### 歴代チャンピオン
| 年     | チャンピオン                                |
| ------ | ------------------------------------------- |
| 2004年 | ジョルジオ・モンディーニ（Giorgio Mondini） |
| 2003年 | ホセ・マリア・ロペス（Jose Maria Lopez）    |

## 類似カテゴリ

### フォーミュラV6・アジア・バイ・ルノー

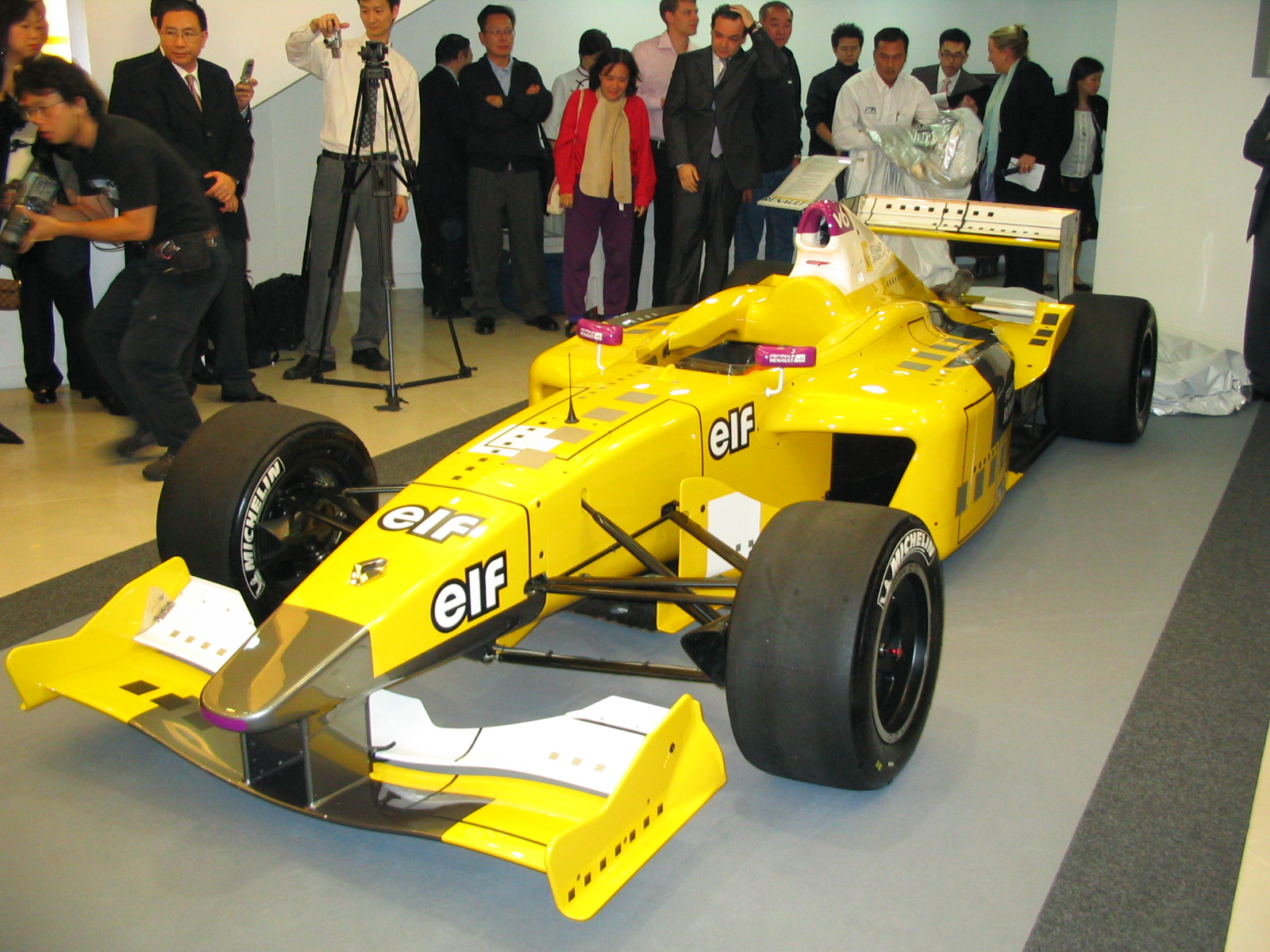
タトゥース・FRV6

フォーミュラV6・アジア・バイ・ルノー（Formula V6 Asia by Renault）は、ルノー・スポールの協力の下、AFOS（アジアン・フェスティバル・オブ・スピード）によって主催され2006年に初開催された選手権である。
初年度となる2006年は、マレーシア、インドネシア、中華人民共和国の3ヵ国で5イベント全12戦の日程で開催された。2007年については、これら3ヵ国に加え、日本・オートポリスで開催された。

### 車体
シャシー及びエンジンは、2004年をもって開催が終了したユーロカップ・フォーミュラ・ルノーV6選手権のものを流用している。

### 歴代チャンピオン
| 年     | チャンピオン             |
| ------ | ------------------------ |
| 2009年 | ハマド・アル・ファルダン |
| 2008年 | ジェームズ・グランウェル |
| 2007年 | ジェイムス・ウィンスロー |
| 2006年 | カルン・チャンドック     |

### 公式サイト
- フォーミュラ・ルノー3.5 - フランス語・英語。
- フォーミュラ・ルノー3.5 - 英語。ルノー・スポールUKによる紹介。
- ワールドシリーズ・バイ・ルノー - 英語・フランス語、ほか開催地の言語。
- ユーロカップ・フォーミュラ・ルノーV6 - フランス語・英語。前身。
- フォーミュラV6・アジア・バイ・ルノー - 英語。